# Gaspar Joaquim da Fonseca
Gaspar Joaquim da Fonseca, nacido en Viseu, en el siglo XIX, fue un escultor portugués.

## Datos biográficos
Gaspar Joaquim da Fonseca nació en la ciudad de Viseu, a principios del siglo XIX.
Este escultor fue alumno de Barros Laborão y colaboró con él en la elaboración de diversas estatuas para el Palacio Nacional de Ajuda. 
Otros escultores portugueses de la época fueron João José d'Aguiar, Manuel Joaquim de Barros, João Gregório y João Teixeira Pinto.